# Integrovaný informační systém o EU
Integrovaný informační systém o EU je systémem Odboru komunikace o evropských záležitostech (OEZ) Úřadu vlády České republiky. Slouží k poskytování kvalitních a dostupných informací o Evropské unii, členství České republiky v EU a evropské integraci.

## Obecné informace
Odbor komunikace o evropských záležitostech (OEZ) Úřadu vlády České republiky je součástí Sekce pro evropské záležitosti, kterou vede státní tajemník pro evropské záležitosti, a která zajišťuje potřebnou koordinaci evropských politik, a to jak z odborného, tak z administrativního hlediska.
Hlavním cílem odboru je zajistit kvalitní a dostupné informace o tématech týkajících se Evropské unie. Informace jsou poskytovány prostřednictvím Integrovaného informačního systému, který se skládá ze tří složek:
- internetový portál Euroskop.cz
- síť třinácti regionálních Eurocenter
- bezplatná informační linka Eurofon 800 200 200

## Součásti integrovaného informačního systému o EU

### Euroskop
Euroskop je webový portál, který představuje hlavní informační zdroj o EU na internetu v češtině. Poskytuje informace o fungování institucí EU, členských státech a členství České republiky v EU. Euroskop pokrývá také běžné denní zpravodajství o Evropské unii. Součástí portálu je Monitoring legislativy EU, který mapuje evropskou legislativu od jejích počátků až po implementaci v českých zákonech, a to ve více než dvaceti tematických oblastech podle Lisabonské smlouvy.

### Eurocentra
Eurocentra jsou informační místa, kam se občané mohou obracet se svými dotazy o Evropské unii. V České republice se nachází celkem 13 Eurocenter. Připravují konference, veřejné debaty a semináře se zaměřením na fungování EU a témata spojená s evropskou integrací. Eurocentra spolupracují v regionech s krajskými samosprávami, univerzitami, zájmovými a profesními organizacemi, nevládními organizacemi a dalšími partnery. Regionální koordinátoři rovněž bezplatně přednášejí o Evropské unii pro studenty středních a žáky základních škol.

### Eurofon
Eurofon je bezplatná telefonní linka, jejíž pracovníci poskytují základní informace o Evropské unii, členství České republiky v EU a strukturálních fondech a dotacích EU. Číslo linky je 800 200 200. Linka je přístupná zdarma jak z pevné linky, tak mobilních telefonů na celém území ČR.